# Veronika Gut
Veronika Gut (* 6. Mai 1757 in Stans; † 28. April 1829 ebenda) war eine Unterstützerin des Nidwaldner Widerstandes gegen die Helvetik und die damit verbundenen Ideale. Ihr Wirken beeinflusste die politischen Geschehnisse in Nidwalden von 1798 bis 1815 massgeblich.

## Wirken 1798–1815
1798 lebte Veronika Gut bereits verwitwet mit ihren sechs Kindern auf ihrem Bauernhof in der Spichermatt in Stans. Ihre Gesinnung war reformkritisch und katholisch. Als sich mit der Weigerung Nidwaldens, auf die helvetische Verfassung einen Eid zu schwören, ein kriegerischer Konflikt mit der französischen Armee anbahnte, spendete sie 600 Gulden in die Kriegskasse.
Nach dem «Franzosenüberfall» und der Einführung der neuen Ordnung wurde Veronika Gut als widerständige Rebellin verhaftet und vor Gericht gestellt. Sie wurde neben einer Geldbusse dazu verurteilt, mit einem Zettel mit der Aufschrift «Ruhestörende Lügnerin» sonntags eine Viertelstunde vor der Kirche zu stehen. Zudem sollte sie ein Jahr lang eine schwarze Haube tragen. Da zu jener Zeit ehrbare Frauen weisse Hauben trugen, stellte das Tragen einer schwarzen Haube eine Demütigung dar. Veronika Gut verwandelte die als Demütigung gedachte Strafe jedoch in eine Auszeichnung, indem sie die Haube mit derart offensichtlichem Stolz trug, dass schon bald der Befehl erging, sie solle diese abnehmen, um nicht weiter den Ärger der Regierung zu provozieren.
Das rebellische Verhalten von Veronika Gut war nur möglich, da sie in der konservativen Nidwaldner Bevölkerung einen starken Rückhalt genoss. Das traumatisierte Nidwalden reagierte auf die französischen Eindringlinge nämlich mit unverhohlenem Trotz. 1803 erfolgte eine weitere Verhaftung Guts wegen Pöbelei bei der Ersatzwahl für einen antirevolutionär gesinnten flüchtigen Kaplan, gegen dessen Absetzung sie sich wehrte. Nach dem Einflussverlust Napoleons 1813 etablierte Veronika Gut eine vaterländisch gesinnte Partei. In ihrem neuen Haus in der Nägeligasse in Stans hielt sie abends heimliche Sitzungen ab, in denen sie sich als Wortführerin hervortat. War es ihr als Frau verwehrt, in politische Positionen zu gelangen und an offiziellen Veranstaltungen Wort zu führen, so konnte sie über diesen Weg dennoch entscheidend Einfluss auf die Stimmung und somit indirekt auf politische Entscheidungen ausüben. Ihrer Rolle als Wortführerin entsprechend wurden die Versammlungen Froneggrat genannt, ihr Haus wurde als «das zweite Rathaus» betitelt. Der sture Widerstand, den Nidwalden sowohl der französischen Okkupationsmacht als später auch der helvetischen Tagsatzung entgegenbrachte, kann auf den Froneggrat zurückgeführt werden. Erst als Nidwalden nach der Besetzung des Landes durch eidgenössische Truppen dem Bundesvertrag zustimmte, endete der Einfluss der Veronika Gut.

## Familie
1798 war Veronika Gut bereits Witwe des Leonz Joller und siebenfache Mutter. Beim Franzosenüberfall starb ihr 17-jähriger Sohn Leonz in der Schlacht. Bei der Flucht vor angeblich anrückenden französischen Truppen stürzten 1801 ihre vier Töchter Agatha, Franziska, Josefa und Anna in die Engelberger Aa und ertranken. In zweiter Ehe war Veronika Gut mit Melchior Odermatt verheiratet. Mit ihm zusammen, der Kriegsrat war, betätigte sie sich während der Mediationszeit (1803–1813) wieder politisch. Sie blieb aber zeitlebens unter ihrem ledigen Namen bekannt. Ihr Enkel war der Publizist Melchior Joller.

## Rezeption
1941 verarbeitete Franz Odermatt die Lebensgeschichte im Roman Veronika Gut literarisch. In Stans ist der Veronika-Gut-Weg nach ihr benannt. Seit den 1990er Jahren wurde sie vermehrt Gegenstand der Genderforschung. Der Verein Frauenspuren in Nidwalden und Engelberg widmete ihr eine Station in seinen Dorfrundgängen und porträtierte sie in der Publikation Frauenleben in Stans. Spurensuche durch die Jahrhunderte. 1998 führte der Verein Frauenstadtrundgang Basel im Jubiläumsjahr 200 Jahre Helvetik unter dem Titel Was Frauen machen, wenn Männer Staaten gründen. Baslerinnen und eine Nidwaldnerin 1798/1848 Veronika Gut eine Station auf. 2006 widmete Alex Capus in seiner Publikation 13 wahre Geschichten ein Kapitel der «gottesfürchtigen Bauersfrau Veronika Gut». 2017 hat das Landschaftstheater Ballenberg das Stück Veronika Gut – Aufruhr in Nidwalden aufgeführt.